# Gyöngyöstarján
Gyöngyöstarján je vas na Madžarskem, ki upravno spada pod podregijo Gyöngyösi Županije Heves.